# 항 나딤 국제공항
항 나딤 국제공항(인도네시아어: Bandar Udara Internasional Hang Nadim, IATA: BTH, ICAO: WIDD)은 인도네시아 리아우 제도주 바탐에 위치한 국제공항이다. 항 나딤 국제공항의 이름은 이 지역의 전설적인 말레이 전사인 항 나딤의 이름을 따서 지어졌다. 항 나딤 국제공항은 북쪽에 있는 싱가포르를 포함한 주변 섬으로 가는 페리와 함께 바탐으로 가는 주요 교통 수단이다.
공항은 인도네시아에서 가장 크고 동남아시아에서 두 번째로 긴 활주로를 보유하고 있다. 이는 원래 약 30킬로미터(19마일) 떨어진 싱가포르 창이 공항에서 비상 시 또는 악천후 시 항공기의 우회를 처리하기 위해 개발된 것에서 비롯되었다.